# Baños árabes de Palomares del Río
Los baños árabes de Palomares del Río son, junto con los de la Reina Mora, los únicos yacimientos de este tipo que perduran en la provincia de Sevilla. De gran valor tanto por su localización en el medio rural como por su buen estado de conservación, la nueva zona arqueológica declarada actualmente por el Consejo de Gobierno de la Junta de Andalucía incluye en su delimitación tanto las instalaciones balnerarias como otros restos. Además se establece de protección de 30.000 m² en previsión de nuevos hallazgos, como los que han aparecido recientemente en las proximidades a raíz de unas obras en la carretera comarcal entre Palomares del Río y Gelves.
Del baño público o hammam, fechado entre los siglos XII y XIII, se conserva una estancia de ocho metros de largo por cuatro de ancho, de planta rectangular y con bóveda esquifada. Su interior podría haber sido decorado originariamente con arabesco, aunque los encalados y pinturas de época reciente impiden confirmarlo. Lo reducido de sus dimensiones concuerda con las descripciones del cronista de la época al-Idrisi, que recoge la existencia de pequeñas instalaciones balnearias en las aldeas del Aljarafe.
De los otros restos integrados en la zona arqueológica, destaca un pozo donde funcionaba una noria para sacar el agua. En la delimitación también se han tenido en cuenta las noticias, no confirmadas arqueológicamente, de la posible existencia en las proximidades de una alberca de unos ocho metros de largo por cuatro de ancho que se encontraría intacta debido a la alta colmatación del terreno.